# Análise criminal
A análise do crime é uma função de aplicação da lei que envolve análise sistemática para identificar e analisar padrões e tendências no crime e na desordem . As informações sobre padrões podem ajudar as agências de aplicação da lei a implantar recursos de maneira mais eficaz e ajudar os detetives a identificar e prender suspeitos. A análise do crime também desempenha um papel na elaboração de soluções para os problemas do crime e na formulação de estratégias de prevenção ao crime . Os métodos quantitativos de análise de dados das ciências sociais fazem parte do processo de análise do crime, embora métodos qualitativos, como o exame de narrativas de relatórios policiais, também desempenhem um papel. 
A análise de crimes é um conjunto de técnicas e processos analíticos baseados em evidências usados para analisar quantitativamente dados de crimes e segurança para apoiar o planejamento e implantação de segurança e outros recursos para reduzir e/ou mitigar futuros crimes e violações de segurança em locais específicos. 

## Funções
A análise do crime pode ocorrer em vários níveis, incluindo tático, operacional e estratégico. Os analistas criminais estudam relatórios criminais, relatórios de prisões e solicitações de serviço da polícia para identificar padrões, séries e tendências emergentes o mais rápido possível. Eles analisam esses fenômenos para todos os fatores relevantes, às vezes predizem ou preveem ocorrências futuras e emitem boletins, relatórios e alertas para suas agências. 
Eles então trabalham com suas agências policiais para desenvolver estratégias e táticas eficazes para combater o crime e a desordem. Outros deveres dos analistas criminais podem incluir a preparação de estatísticas, consultas de dados ou mapassob demanda; analisando configurações de batida e deslocamento; preparar informações para apresentações comunitárias ou judiciais; respondendo a perguntas do público e da imprensa; e fornecer suporte de dados e informações para o processo de análise de informações (CompStat) de um departamento de polícia. 
Ver se um crime se encaixa em um determinado padrão conhecido ou em um novo padrão é muitas vezes um trabalho tedioso de analistas criminais, detetives ou em pequenos departamentos, policiais ou próprios delegados. Eles devem peneirar manualmente pilhas de papelada e evidências para prever, antecipar e prevenir crimes. O Departamento de Justiça dos EUA e o Instituto Nacional de Justiça lançaram recentemente iniciativas para apoiar o “policiamento preditivo”, que é uma abordagem empírica baseada em dados. No entanto, este trabalho para detectar padrões específicos de crimes cometidos por um indivíduo ou grupo (série de crimes), continua sendo uma tarefa manual. 
O estudante de doutorado do MIT Tong Wang em Cambridge (Massachussets), o tenente Daniel Wagner do Departamento de Polícia, analista criminal da Polícia e a Professora de Estatística da Escola de Negócios do MIT, e coautora do livro "Aprendendo a detectar padrões de crime", a Sra. Cynthia Rudin, projetaram um método de aprendizado de máquina chamado “Series Finder” que pode ajudar a polícia a descobrir séries de crimes em uma fração do tempo. O programa "Series Finder" desenvolve um padrão de crime, começando com uma semente de dois ou mais crimes. 
O Departamento de Polícia de Cambridge, em Massachussets, tem uma das unidades de análise de crimes mais antigas do mundo e seus dados históricos foram usados para treinar o programa "Series Finder" a detectar padrões de arrombamento. O algoritmo tenta construir um modus operandi (MO, ou, modo de agir). O modus operandi é um conjunto de hábitos de um criminoso e é um tipo de comportamento utilizado para caracterizar um padrão. Os dados dos arrombamentos incluem meios de entrada (porta da frente, janela, etc.), dia da semana, características do imóvel (apartamento, casa) e proximidade geográfica com outros arrombamentosm usando nove séries de crimes conhecidos de roubos. 
O aprendizado de máquina é uma ferramenta tremenda para o policiamento preditivo. Se forem identificados padrões, a polícia pode tentar detê-los imediatamente. Sem essas ferramentas, pode levar semanas e até anos de deslocamento pelos bancos de dados para descobrir um padrão. O "Series Finder" fornece uma importante abordagem baseada em dados para um problema muito difícil no policiamento preditivo. É a primeira abordagem matematicamente baseada em princípios para o aprendizado automatizado de séries de crimes. 
A sociodemografia, juntamente com as informações espaciais e temporais, são todos os aspectos que os analistas do crime analisam para entender o que está acontecendo em sua jurisdição.  A análise de crimes emprega mineração de dados, mapeamento de crimes, estatísticas, métodos de pesquisa, editoração eletrônica, gráficos, habilidades de apresentação, pensamento crítico e uma sólida compreensão do comportamento criminoso. Nesse sentido, um analista criminal serve como uma combinação de especialista em sistemas de informação, estatístico, pesquisador, criminologista, jornalista e planejador de um departamento de polícia local. 

## Profissão
Os analistas criminais são empregados em todos os níveis de aplicação da lei, muitas vezes como profissionais civis, enquanto outras agências nomeiam policiais juramentados para uma posição de análise criminal. Nos Estados Unidos, a maioria dos analistas criminais são empregados por departamentos de polícia municipais ou de condados. Em outros países que não os Estados Unidos, a análise de crime é frequentemente chamada de "análise de inteligência" ou "análise de inteligência criminal", mas nos EUA, esse termo geralmente é entendido como aplicado a uma disciplina diferente de aplicação da lei. Muitas agências policiais locais de médio e grande porte têm unidades dedicadas à análise do crime, enquanto muitas jurisdições menores (por exemplo , municípios) pode ter uma força policial composta por apenas alguns policiais que não são especializados em análise de crimes ou em qualquer outro aspecto específico da aplicação da lei. 
Como profissão, a análise de crimes existe desde pelo menos a década de 1960 (embora algumas de suas funções mais essenciais tenham sido desempenhadas provavelmente mesmo em tempos antigos). A referência mais antiga conhecida está na edição de 1963 de Police Administration (Administração policial) de O.W. Wilson . Inicialmente presente apenas em órgãos municipais de grande porte, a profissão ganhou impulso na década de 1970 com recursos da Law Enforcement Assistance Administration (LEAA, Administração de Assistência à Aplicação da Lei). Foi nessa década que começaram a aparecer os primeiros "manuais" padronizados da profissão. Depois de sofrer uma escassez de financiamento na década de 1980, a cena da análise do crime mudou drasticamente na década de 1990 com a revolução com o uso de computadores, a existência de novos financiamentos sob o Departamento de Justiça do departamento de oficiais policiais dos EUA e  surgimento de várias associações profissionais e programas de treinamento financiados pelo governo federal, e a nova ênfase nos departamentos de polícia no policiamento comunitário e no policiamento orientado a problemas. 
Um equívoco comum sobre o trabalho de um analista criminal é que eles vão às cenas do crime para investigar; esse é o trabalho de um criminalista, coletar evidências forenses ou o detetive que investiga crimes. 

## Reino Unido
A análise de crimes (e inteligência criminal) no Reino Unido é regida pelo National Intelligence Model (Modelo de Inteligência Nacional), um código de prática da Associação dos Delegados de Polícia que estabelece uma abordagem comum para os negócios. Isso foi lançado em 2000 pelo Serviço Nacional de Inteligência Criminal (agora parte da Agência Nacional do Crime)  e adotado pela Associação dos Oficiais de Polícia (ACPO) tornando-se um requisito para as forças policiais do Reino Unido, com uma série de padrões mínimos avaliados durante a inspeção pela Inspetoria de Polícia de Majestade (HMIC). 
Existem várias funções disponíveis na aplicação da lei no Reino Unido, desde forças policiais até a Agência do Crime Organizado Grave, a Alfândega e Receita de Sua Majestade (HMCR) e funções relacionadas em empresas privadas, como provedores de seguros e telecomunicações. Há um papel cada vez maior para a análise dentro do que é referido como 'parceiros' dentro da polícia, incluindo autoridades municipais. Este tem sido particularmente o caso desde a Revisão da Lei de Crime e Desordem (CDA) e os subsequentes Regulamentos de Crime e Desordem (Formulação e Implementação de Estratégia) de 2007, que incluíram a exigência de fornecimento anual de uma Avaliação Estratégica de parceria, incluindo análise em relação a problemas de crime e desordem e uso indevido de substâncias. 
Os analistas apoiam o policiamento por meio do fornecimento e suporte de quatro principais 'Produtos de Inteligência', sendo eles a Avaliação Estratégica, a Avaliação Tática, o Perfil do Problema e o Perfil do Assunto (anteriormente referido como o 'Perfil Alvo') e dez 'ferramentas analíticas e técnicas'. As principais habilidades de um analista dentro da aplicação da lei do Reino Unido devem ser identificar padrões e tendências, fazer inferências em relação a esses padrões, fornecer recomendações para apoiar a ação e fornecer produtos e instruções que forneçam essas informações e interpretações de forma clara e em um formato apropriado para o público. 

## Software
Ferramentas de software foram desenvolvidas especificamente para auxiliar a análise de crimes em setores específicos. 

## Definição
A definição de análise criminal abrange muito mais que um simples traçado de gráficos, tabelas e mapas. Constitui-se no uso de uma coleção de métodos para planejar ações e políticas de segurança pública, obter dados, organizá-los, analisá-los, interpretá-los e deles tirar CONCLUSÕES. A realização da análise criminal envolve, principalmente, o uso de métodos estatísticos, por meio dos quais tratam as informações para tentar conhecer as causas que determinam o fenômeno da segurança pública, buscando identificar, no resultado final, quais influências cabem a cada uma dessas causas.
A análise do crime é definida como um conjunto de processos analíticos sistemáticos que fornecem informações úteis e oportunas sobre os padrões e tendências do crime. A análise eficaz do crime afeta todas as áreas e operações de um departamento de polícia, refinando e distribuindo informações úteis. A análise de crimes tem sido usada para melhorar as operações e a administração dos departamentos de polícia, para melhorar a satisfação no trabalho dos policiais, para permitir que o sistema de implantação de patrulha corresponda à demanda de serviço e para aumentar as atividades de patrulha na prevenção do crime. 
A análise do crime depende principalmente de relatórios de ofensa para obtenção de dados brutos. O fluxo de informações deve ser oportuno, abrangente, preciso e pertinente para ser eficaz. Os principais custos da análise não computadorizada do crime são materiais e suprimentos, pessoal e viagens. O processo de análise de crimes requer comprometimento operacional e suporte administrativo para funcionar corretamente. 
As etapas no desenvolvimento de um sistema de análise de crimes incluem o estabelecimento de uma força-tarefa para desenvolver o sistema, determinar os crimes-alvo, estabelecer as necessidades de informação e métodos para obter a informação, estabelecer um cronograma para as atividades de implementação e identificar as necessidades de pessoal e recursos. Os cinco passos básicos no processo de análise do crime incluem a coleta, categorização, análise, disseminação e avaliação da informação. Os relatórios e formulários para uso em cada etapa de coleta e análise de informações são explicados e ilustrados. São descritos os tipos de produtos resultantes desse processo, incluindo o boletim de alerta, o boletim de pistas investigativas, o boletim informativo, o resumo diário do crime, e o boletim de entrevista de campo. Os papéis do analista criminal e dos tomadores de decisão também são explicados. 

## Dimensões do campo de aplicação
O campo de aplicação da análise criminal pode ser descrito a partir de duas dimensões principais:
1. Orientar os gestores quanto ao planejamento, execução e redirecionamento das ações do sistema de segurança pública, contribuindo para a melhoria na distribuição dos recursos materiais e humanos; e

1. Dar conhecimento à população e a outros órgãos governamentais e não governamentais quanto à situação da segurança pública, auxiliando suas participações efetivas na gestão e execução das ações.

De acordo com a Associação Internacional de Analistas de Crime (IACA),  a análise de crime é definida como segue:
Uma profissão e processo em que um conjunto de técnicas quantitativas e qualitativas são usados para analisar dados valiosos para as agências policiais e suas comunidades. Isto inclui a análise de crimes e criminosos, vítimas de crimes, desordem, qualidade de vida questões, questões de trânsito e operações policiais internas, e seus resultados apoiam a criminalidade investigação e acusação, atividades de patrulha, prevenção e redução do crime estratégias, resolução de problemas e avaliação dos esforços da polícia. 
Além disso, Associação Internacional de Analistas de Crime (IACA) define análise criminal como todos os tipos de análise realizados dentro de uma agência, com exceção de análise de evidências (por exemplo, DNA, propriedade roubada), análise administrativa relacionada a recursos humanos (por exemplo, orçamento, horas extras, licença médica e férias, salário) e análise de insumos e equipamentos.  
É importante ressaltar que a Associação Internacional de Analistas de Crime (IACA) não faz distinção entre crime análise e análise de inteligência criminal realizada dentro de uma organização policial. O termo inteligência é aquele que é usado em uma variedade de contextos na profissão de análise de crime com alguns inconsistência. O termo é usado para descrever informações sobre um inimigo, normalmente coletadas secretamente, resultando em termos mais específicos, como inteligência militar, inteligência criminal e análise de inteligência. 
Mais recentemente, o termo tem sido usado para descrever informações de valor—por exemplo, como um produto em vez de uma fonte de análise. Assim, a Associação Internacional de Analistas de Crime (IACA) adota uma definição de análise de inteligência criminal para refletir um foco no crime infratores em oposição às informações sobre crimes em geral. Embora alguns analistas possam se especializar em funções específicas, a Associação Internacional de Analistas de Crime (IACA) define análise de inteligência criminal como um conjunto de técnicas executadas por analistas criminais. 
O objetivo principal da análise do crime é apoiar (ou seja, auxiliar) as operações de uma polícia departamento. Essas funções incluem investigação criminal, apreensão e acusação; patrulha Atividades; estratégias de prevenção e redução do crime; Solução de problemas; e a avaliação e responsabilização dos esforços policiais. Sem as agências policiais, a análise do crime não existiria. Embora Em geral, a definição abrange uma ampla gama de atividades nas quais os analistas criminais auxiliam a polícia. agências. 
Uma publicação do Departament de Assistêncai Jurídica (BJA, dos EUA) fornece uma visão geral de como uma função analítica beneficia as agências de aplicação da lei de nove maneiras : 
1. Ajuda a resolver investigações criminais. A função analítica desenvolve uma variedade de produtos de inteligência para ajudar os investigadores a detectar, prevenir e responder a atividades criminosas e terroristas. O pessoal analítico inicia inquéritos, conduz buscas de informações e atuam como pontos de contato para as informações coletadas. 
2. Aumenta a capacidade de processar criminosos. Pessoal designado para a função analítica desenvolver tabelas de resumo, gráficos, mapas e outros gráficos para uso em um grande júri ou julgamento. Os analistas fornecem testemunho factual e especializado e organizam evidências para apresentação em tribunal. 
3. Apoia o executivo-chefe e a missão da agência. Ao maximizar a análise função, o executivo-chefe pode obter informações e inteligência importantes para prevenir futuras atividades criminosas. O pessoal pode preparar materiais para ajudar na alocação Recursos; desenvolvimento de pedidos de orçamento e recursos; e elaboração de relatórios departamentais, briefings investigativos e comunicados de imprensa. 
4. Informa proativamente os policiais sobre as tendências do crime e desenvolve ameaças, vulnerabilidade e avaliações de risco. A função analítica fornece suporte às estratégias táticas e operações estratégicas. O pessoal analisa relatórios de crimes, identifica pontos críticos de crimes, desenvolve boletins e resumos criminais, estudar dados de crimes em série e prever crimes futuros. A  função analítica desenvolve produtos de inteligência proativos que avaliam as ameaças potenciais de grupos criminosos ou atividades criminosas e recomenda métodos para intervir nesses ameaças. 
5. Treina a aplicação da lei e outros funcionários de inteligência. Funcionários desenvolvem curso módulos sobre inteligência e métodos analíticos e fornecer conscientização e metodologia treinamento para membros da agência, executivos e gerentes. 
6. Auxilia no desenvolvimento de bancos de dados informatizados para organizar informações e inteligência. O pessoal da função analítica ajuda no desenvolvimento e manutenção de sistemas que coletam, reúnem, recuperam e divulgam informações. Os membros da equipe analítica participam de testes departamentais e aquisição de software investigativo, de inteligência e analítico. 
7. Promove relacionamentos significativos com outros agentes da lei. Membros da equipe analítica interagem com outras agências de aplicação da lei e constroem relacionamentos com colegas, permitindo-lhes obter informações rapidamente e auxiliar eficientemente em processos multijurisdicionais ou casos complexos. Através do contato com programas nacionais e associações profissionais, pessoal são capazes de verificar questões nacionais que podem afetar as agências locais. 
8. Garante a conformidade com as leis e regulamentos locais, estaduais, tribais e federais. O pessoal de análise deve fornecer experiência e conhecimento no desenvolvimento de protocolos para garantir conformidade com as leis e regras locais, estaduais, tribais e federais que regem a inteligência compartilhamento, privacidade e liberdades civis. 
9. Fornece suporte aos centros de fusão. O pessoal fornece suporte a locais, estados ou regionais centros de fusão realizando serviços de inteligência como padrão de crime, associação, pedágio telefônico e análise financeira. Eles criam relatórios de inteligência, resumos, ameaças avaliações e outros produtos de inteligência para ajudar na prevenção e dissuasão de criminalidade, incluindo o terrorismo. 

## Análise no setor privado
A análise de crimes pode ser concebida como o exame lógico dos crimes que penetraram nas medidas preventivas, incluindo a frequência de crimes específicos, os detalhes temporais de cada incidente (hora e dia) e o risco que representa para os moradores de uma propriedade, bem como a aplicação de normas de segurança revisadas e medidas preventivas que, se cumpridas e monitoradas, podem ser a panacéia para um determinado dilema criminal. Esta definição de análise de crime era significativa no momento em que foi desenvolvida, mas agora requer atualização à luz dos avanços feitos na profissão de análise de crime nos últimos anos. 
Dados os volumes de material escrito sobre análise de crimes nos últimos anos, parece bastante fácil obter uma definição existente para substituir a definição anteriormente dada. Infelizmente, esse não foi o caso, pois a maioria das definições existentes estava focada principalmente na análise de crimes do setor público, ou seja, análises de crimes conduzidas por agências de aplicação da lei. 
Por exemplo, Steve Gottliebdefiniram a análise criminal como um conjunto de processos sistemáticos e analíticos direcionados a fornecer informações oportunas e pertinentes relativas a padrões de crimes e correlações de tendências para auxiliar o pessoal operacional e administrativo no planejamento da implantação de recursos para a prevenção e repressão de atividades criminosas, auxiliando na investigação processo, e aumentando as apreensões e o apuramento de casos. 
A Associação Internacional de Analistas de Crime(IACA) define a análise do crime como uma profissão e processo em que um conjunto de técnicas quantitativas e qualitativas são usadas para analisar dados valiosos para as agências policiais e suas comunidades. Inclui a análise de crimes e criminosos, vítimas de crimes, desordem, questões de qualidade de vida, questões de trânsito e operações policiais internas, e seus resultados apoiam a investigação e o processo criminal, atividades de patrulhamento, estratégias de prevenção e redução do crime, resolução de problemas e a avaliação dos esforços policiais.
A Associação Internacional de Analistas de Crime (IACA) vai mais longe ao reconhecer quatro categorias distintas de análise de crime com base nas entradas (fontes de dados), métodos e técnicas e saídas (tipo de relatório, aplicação): 
1. Análise de Inteligência Criminal
2. Análise Tática de Crimes
3. Análise Estratégica de Crimes
4. Análise de Crime Administrativo. [2]

Define cada um deles da seguinte forma: 
- A análise de inteligência criminal é a análise de dados sobre pessoas envolvidas em crimes, particularmente infratores reincidentes, vítimas reincidentes e organizações e redes criminosas. Ele procura entender mais sobre o contexto das vidas, empregos, atividades, motivos e planos desses indivíduos e redes, usando essas informações para encontrar maneiras de impedir ou interromper atividades prejudiciais, muitas vezes por meio de aplicação prioritária, processos e ações militares ou paramilitares. ação, mas também estratégias que não dependem de fiscalização, como a dissuasão focalizada. [2]

- A análise tática do crime é a análise de dados policiais direcionados para o desenvolvimento de curto prazo de patrulhamento e prioridades de investigação e distribuição de recursos. Suas áreas de assunto incluem a análise de espaço, tempo, ofensor, vítima e modus operandi para crimes individuais de alto perfil, incidentes repetidos e padrões de crimes, com foco específico em séries de crimes. Os dados de análise de crime tático normalmente usam relatórios policiais/de ofensa e podem incluir análise de incidentes repetidos, análise de padrão de crime e vinculação de infratores conhecidos a crimes passados. [2]

- A análise estratégica do crime é a análise de dados direcionada para o desenvolvimento e avaliação de estratégias, políticas e técnicas de prevenção de longo prazo. Seus assuntos incluem tendências estatísticas de longo prazo, pontos quentes e problemas. A análise estratégica do crime geralmente inclui a coleta de dados primários de uma variedade de outras fontes por meio de métodos quantitativos e qualitativos e inclui análise de tendências, análise de pontos quentes e análise de problemas.[2]

- A análise do crime administrativo é uma análise direcionada às necessidades administrativas da agência policial, seu governo e sua comunidade. Como uma categoria ampla, inclui uma variedade de técnicas e produtos, executados regularmente e mediante solicitação, incluindo estatísticas, impressões de dados, mapas e gráficos. Os exemplos incluem cálculos de carga de trabalho por área e turno, relatórios de atividade de policiais, respostas a solicitações de mídia, estatísticas fornecidas para solicitações de subsídios, relatórios para grupos comunitários e análise de custo-benefício de programas policiais. Nesta categoria, subsumimos a categoria descrita como “análise de operações” ou “análise de operações policiais” por alguns textos. [2]

Embora a análise de inteligência criminal e a análise administrativa de crimes possam ser particularmente úteis para grandes organizações do setor privado, organizações com operações globais e ameaças incomuns e locais com grandes operações de segurança, a análise tática e estratégica do crime é o foco principal deste livro. Ambos os tipos de análise têm uma sobreposição considerável. 
Com as definições de análise de crime de Gottlieb e da associação internacional de analistas de crime em mente, pode-se considerar uma definição de análise de crime revisada apropriada para o setor privado. A sobreposição entre esses tipos de análise de crimes para o setor privado e público é evidente. A análise de crimes é um processo no qual um conjunto de técnicas quantitativas e qualitativas é usado para analisar dados valiosos para as agências policiais e suas comunidades e para os departamentos de segurança e suas organizações. 
Os analistas criminais do setor público, aqueles que trabalham para agências de aplicação da lei, estudam informações relevantes para uma agência policial, incluindo crimes, desordem, chamadas para serviços, questões de qualidade de vida, colisões de trânsito e, às vezes, até bombeiros e serviços médicos de emergência (EMS ) incidentes. 
No setor privado, os analistas criminais estudam elementos semelhantes para a função de segurança de uma organização.O  analista criminal é absolutamente necessário para identificar e especificar o problema em questão, analisar dados para entender por que o problema está ocorrendo, ajudar a desenvolver quando e onde as respostas seriam melhor implementadas e ajudar a avaliar o impacto da a resposta sobre o problema. Analistas criminais nos setores público e privado auxiliam suas agências/organizações na concepção, implementação e avaliação dos esforços de controle de crimes e perdas. e ajudando a avaliar o impacto da resposta sobre o problema. 
Analistas criminais nos setores público e privado auxiliam suas agências/organizações na concepção, implementação e avaliação dos esforços de controle de crimes e perdas. e ajudando a avaliar o impacto da resposta sobre o problema.” Analistas criminais nos setores público e privado auxiliam suas agências/organizações na concepção, implementação e avaliação dos esforços de controle de crimes e perdas. 
A seguinte definição é proposta para o setor privado: "A análise de crimes é um conjunto de técnicas e processos analíticos baseados em evidências usados para analisar quantitativamente dados de crimes e segurança para apoiar o planejamento e implantação de segurança e outros recursos para reduzir e/ou mitigar futuros crimes e violações de segurança em locais específicos." 
Embora a definição fornecida enfatize uma abordagem quantitativa, é importante observar que a análise de crimes do setor privado às vezes operará dentro de uma estrutura mais ampla baseada em métricas qualitativas e/ou quantitativas, modelo de risco de segurança e/ou avaliação de ameaças. A análise de crimes também pode ser usada para cumprir as diretrizes de segurança adotadas por indivíduos ou organizações que realizam análises de crimes no setor privado. Por exemplo, a Metodologia Forense da Associação Internacional de Consultores de Segurança Profissional, se adotada, exige uma avaliação de eventos que podem afetar negativamente as operações e/ou ativos específicos. 
As informações históricas são uma fonte primária para avaliações de ameaças, incluindo eventos criminais e terroristas anteriores. Uma avaliação de ameaças considera ameaças reais e inerentes. Além dos dados criminais, a Diretriz Geral de Avaliação de Riscos de Segurança publicada pela ASIS International, se adotada, sugere a revisão de documentos internos (por exemplo, relatórios de incidentes de segurança), reclamações anteriores, reclamações civis anteriores por segurança inadequada, inteligência governamental, tendências do setor e outros fatores da área. Tanto a Metodologia Forense quanto a Diretriz Geral de Avaliação de Riscos de Segurança exigem a análise de informações qualitativas. 
Como profissão, os analistas criminais utilizam um conjunto de técnicas quantitativas e qualitativas para analisar dados para orientar a prevenção do crime e as decisões de segurança para as organizações. Os analistas criminais do setor público estudam informações relevantes para uma agência policial, incluindo crimes, desordem, chamadas para atendimento, questões de qualidade de vida, colisões de trânsito e, às vezes, até incidentes de incêndio e serviços médicos de emergência (EMS).  
No setor privado, os analistas criminais estudam elementos semelhantes para a função de segurança de uma organização. De acordo com a Associação Internacional de Analistas de Crime, o analista de crime é “absolutamente necessário para identificar e especificar o problema em questão, analisar dados para entender por que o problema está ocorrendo, ajudar a desenvolver quando e onde as respostas seriam melhor implementadas, e ajudando a avaliar o impacto da resposta sobre o problema.” Analistas criminais nos setores público e privado auxiliam suas agências/organizações na concepção, implementação e avaliação dos esforços de controle de crimes e perdas. 

## Nova perspectiva
A nova perspectiva de policiamento requer que:
- A polícia examine de modo detalhado cada um dos problemas a serem abordados, identifica do suas causas;
- Leve em consideração um conjunto bastante amplo de opções para intervir sobre essas causas; e
- Escolha a opção a ser utilizada com base em uma relação de custo e benefício, pautada no alcance de resultados.

Observa-se uma mudança na lógica de gestão, pois o objetivo prioritário deixa de ser apenas a solução dos crimes que já ocorreram e passa a ser a manutenção de um ambiente social onde não ocorra nenhum crime, as pessoas possam andar nas ruas tranquilamente e a sensação de segurança seja compartilhada por todos e todas, independentemente de suas características culturais, econômicas e naturais.

## Análise criminal versus Alocação de Recursos
No âmbito nacional, uma constatação de Cerqueira e Lobão (2003)  expôs que que a efetiva solução dos problemas de segurança pública não resultaria apenas do aumento dos recursos gastos pelos órgãos de segurança pública. Baseados em informações sobre os fatores associados à incidência de homicídios em São Paulo, Rio de Janeiro e Minas Gerais, entre 1980 e 2003, eles concluíram que o aumento das despesas com segurança pública não estaria relacionado estatisticamente à redução da incidência de homicídios.  Dos fatores considerados por Cerqueira e Lobão (2003), a redução da desigualdade social foi o único relacionado diretamente à redução da incidência de homicídios. 
Por outro lado,  tal como mostram dados do São Paulo, com investimentos anuais crescentes no setor de segurança pública, foi possível uma considerável redução da criminalidade, enquanto no resto do Brasil a taxa de homicídios média ficou em 21,7 mortes para cada grupo de 100 mil habitantes, em São Paulo essa taxa ficou em 7,3 mortes/100.000 habitantes.   Estima-se que houve redução de cerca de 70% no número de homicídio num período de dez anos (200-2010).  Como possíveis causas para essa redução, apontam-se as seguintes causas: profissionalização das facções, mudanças nos  mercados de narcóticos, novas políticas públicas e a transição demográfica. 

## Vertentes da produção de conhecimento para segurança pública
Magalhães (2007)  destaca três grandes vertentes básicas do trabalho de produção de conhecimento voltadas para a gestão em segurança pública:
1. Análise criminal estratégica;
2. Análise criminal tática; e
3. Análise criminal administrativa.

### Análise criminal estratégica (ACE)
Trata da atividade de produção do conhecimento voltado para o estudo dos fenômenos e suas influências a longo prazo. Entre seus principais focos estão: 
- Formulação de políticas públicas;
- Produção de conhecimento para redução da criminalidade;
- Planejamento e desenvolvimento de soluções;
- Interação com outras secretarias na construção de ações de segurança pública;
- Direcionamento de investimentos;
- Formulação do plano orçamentário;
- Controle e acompanhamento de ações e projetos; e
- Formulação de indicadores de desempenho.

Seu principal objetivo é: Trabalhar na identificação das tendências da criminalidade. 

### Análise criminal tática (ACT)
Trata da atividade de produção do conhecimento voltado para o estudo dos fenômenos e suas influências em médio prazo. Essa vertente estuda o fenômeno criminal visando fornecer subsídios para os operadores de segurança pública que atuam diretamente “nas ruas”. Nesse sentido, o conhecimento é utilizado pelas polícias ostensivas e investigativas. 
No caso da Análise Criminal Tática, a produção de conhecimento serve para:
- Orientar as atividades de policiamento ostensivo nas atividades preventivas e repressivas. Exemplo: Identificação de pontos quentes, correlacionando dia e horários críticos; e
- Subsidiar a polícia investigativa nas soluções das ocorrências criminais, principalmente na busca da autoria e materialidade dos delitos. [12]

Seu principal objetivo é: Trabalhar na identificação de padrões das atividades criminais. 

### Análise criminal administrativa (ACA)
Trata da atividade de produção do conhecimento voltada para o público-alvo. A atividade nessa vertente se assemelha à de um editor-chefe, pois tem o objetivo de selecionar os assuntos divulgados para cada cliente. Entre seus principais focos estão: 
- Fornecimento de informações sumarizadas para seus diversos públicos – cidadãos, gestores públicos, instituições públicas, organismos internacionais, organizações não-governamentais etc.;
- Elaboração de estatísticas descritivas;
- Elaboração de informações gerais sobre tendências criminais;
- Comparações com períodos similares passados; e
- Comparações com outras cidades similares. [13]

Seu principal objetivo é: Trabalhar as estatísticas criminais de forma descritiva. 